# Bioley-Magnoux
Bioley-Magnoux es una comuna de Suiza perteneciente al distrito de Jura-Nord vaudois del cantón de Vaud.
En 2018 tenía una población de 225 habitantes.
Era un pueblo perteneciente al señorío de Saint-Martin-du-Chêne hasta 1225, cuando se convirtió en la capital de su propio señorío, que abarcaba los pueblos de Gossens, Oppens, Orzens, Correvon y Ogens. En 1244, el señorío pasó a pertenecer a la Casa de Saboya al ser adquirido por Pedro II. La Casa de Saboya gobernó el señorío hasta 1536. Su principal monumento es un castillo que data de principios del siglo XII.
Se ubica unos 10 km al sureste de Yverdon-les-Bains.